# Скиапарелли (марсианский кратер)
Скиапарелли (лат. Schiaparelli) — ударный кратер на Марсе. Размер — около 400×460 км, координаты центра — 2°43′ ю. ш. 16°46′ в. д. / 2,71° ю. ш. 16,77° в. д.. Назван в честь итальянского астронома Джованни Вирджинио Скиапарелли. Это название было утверждено Международным астрономическим союзом в 1973 году.

## Расположение и смежные объекты
Кратер Скиапарелли расположен на западном краю Сабейской земли, где она переходит в землю Аравия (на северо-западе) и землю Ноя (на юго-западе). К западу от него, в пределах земли Аравия, лежит плато Меридиана. Ближайшие к Скиапарелли наименованные (на 2016 год) кратеры — Капен на севере и Поллак на юго-востоке. От южного края кратера Скиапарелли отходит несколько долин, известных как долины Бразос (Brazos Valles).

## Описание
По некоторым оценкам, Скиапарелли имеет самую лучшую сохранность среди крупных ударных структур Марса. Тем не менее он существенно разрушен и частично заполнен лавой и осадочными породами. Внутри Скиапарелли прослеживается погребённый кольцевой хребет, характерный для кратеров подобного размера (ударных бассейнов). Кроме того, на его дне много мелких разнонаправленных хребтов тектонического происхождения и небольших ударных кратеров. В некоторых местах (в частности, в этих кратерах и на внутреннем склоне самого кратера Скиапарелли) видны слоистые осадочные породы. Толщина слоёв на разных участках разная; она может составлять и 1,5, и 25 м. Эти породы характерны для относительно ровной местности. Вероятно, они образовались в воде, заполнявшей кратер в древние времена (хотя не исключено и их отложение на суше), а хребты отмечают расположение застывших и смятых в складки лавовых покровов. Возраст этого кратера оценивают как нойский.

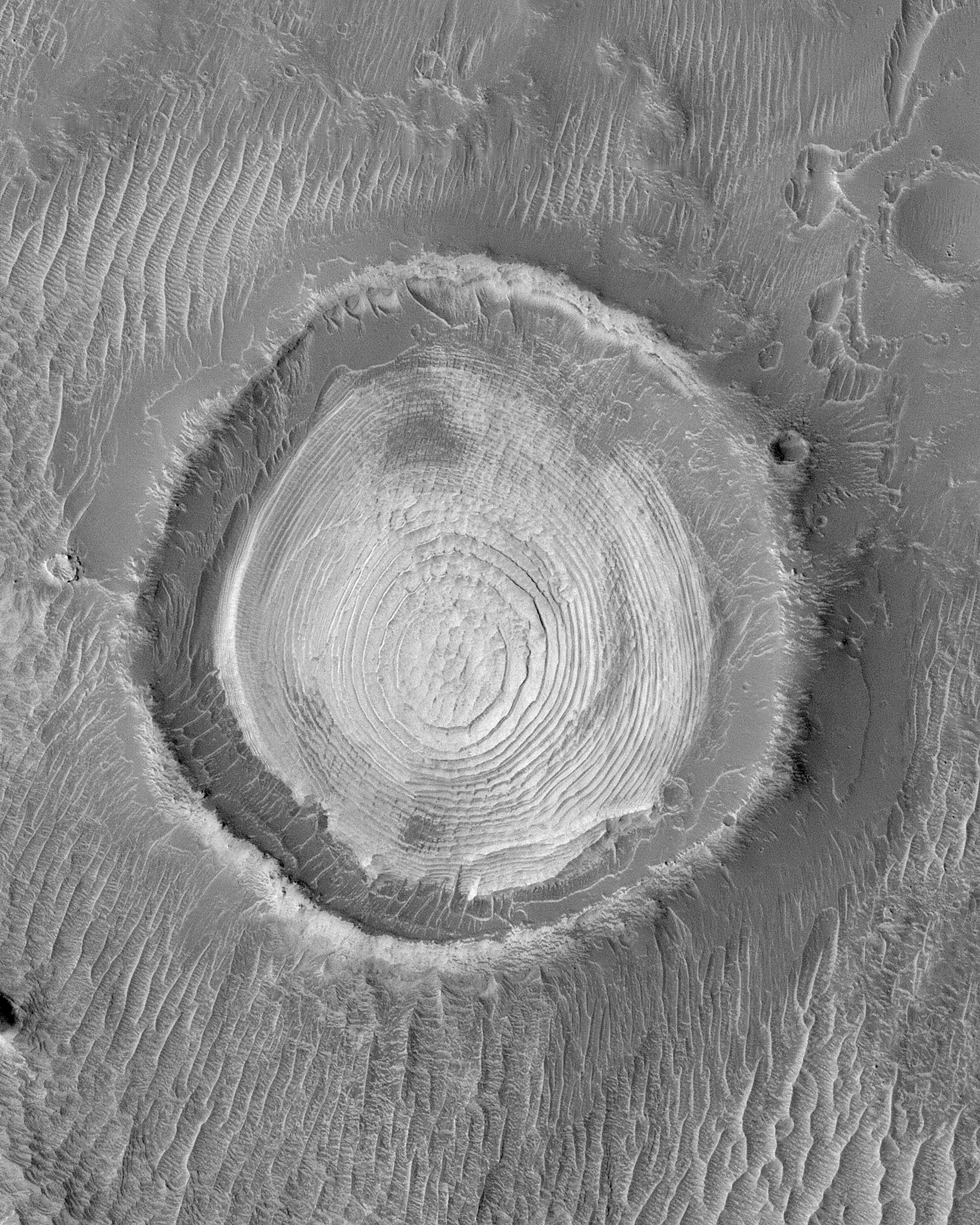
2,3-километровый кратер в кратере Скиапарелли. Хорошо видно слои осадочных пород, обнажённые эрозией. Снимок Mars Global Surveyor
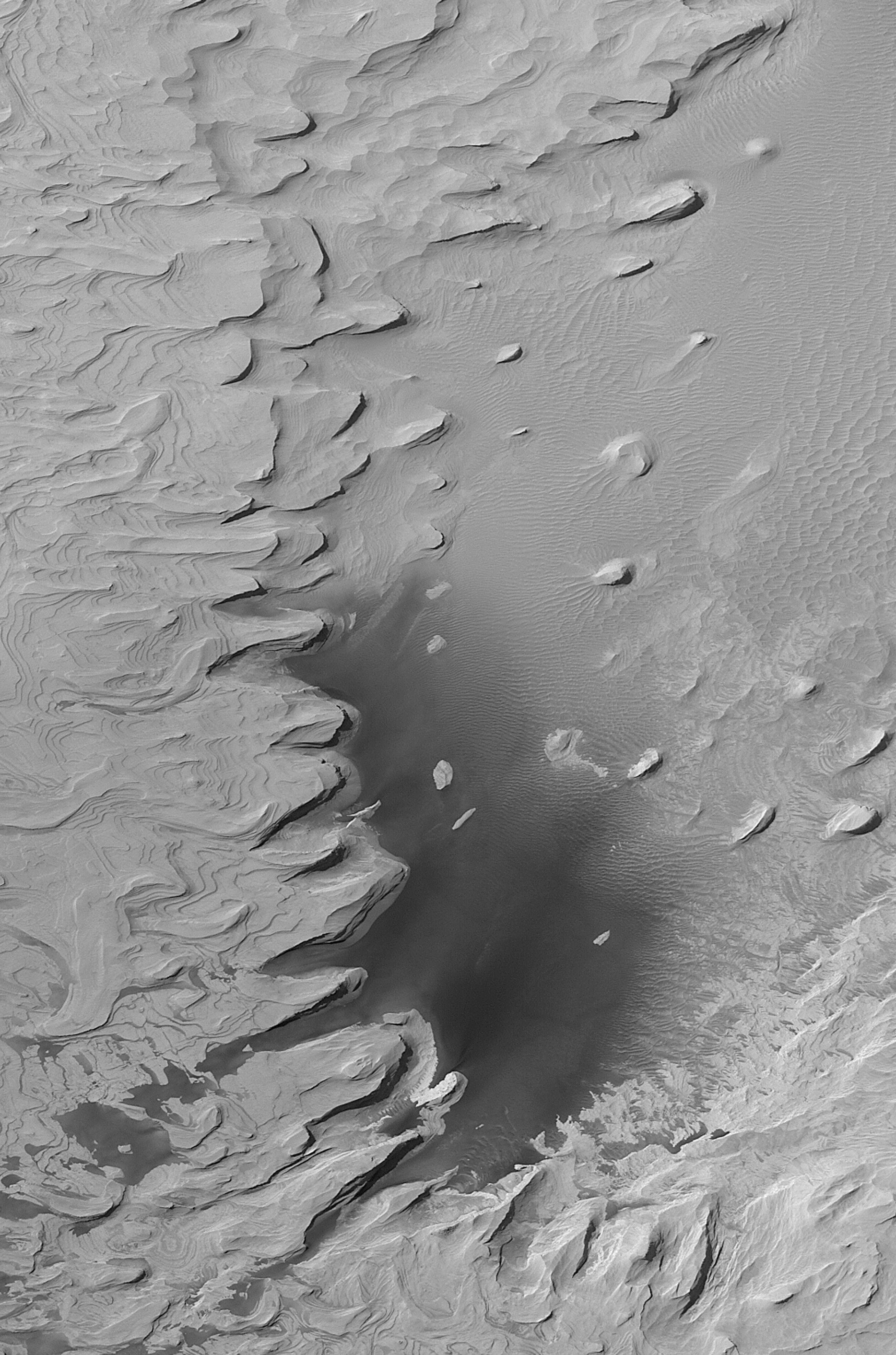
Слоистые отложения в небольшом кратере на северо-западном краю кратера Скиапарелли
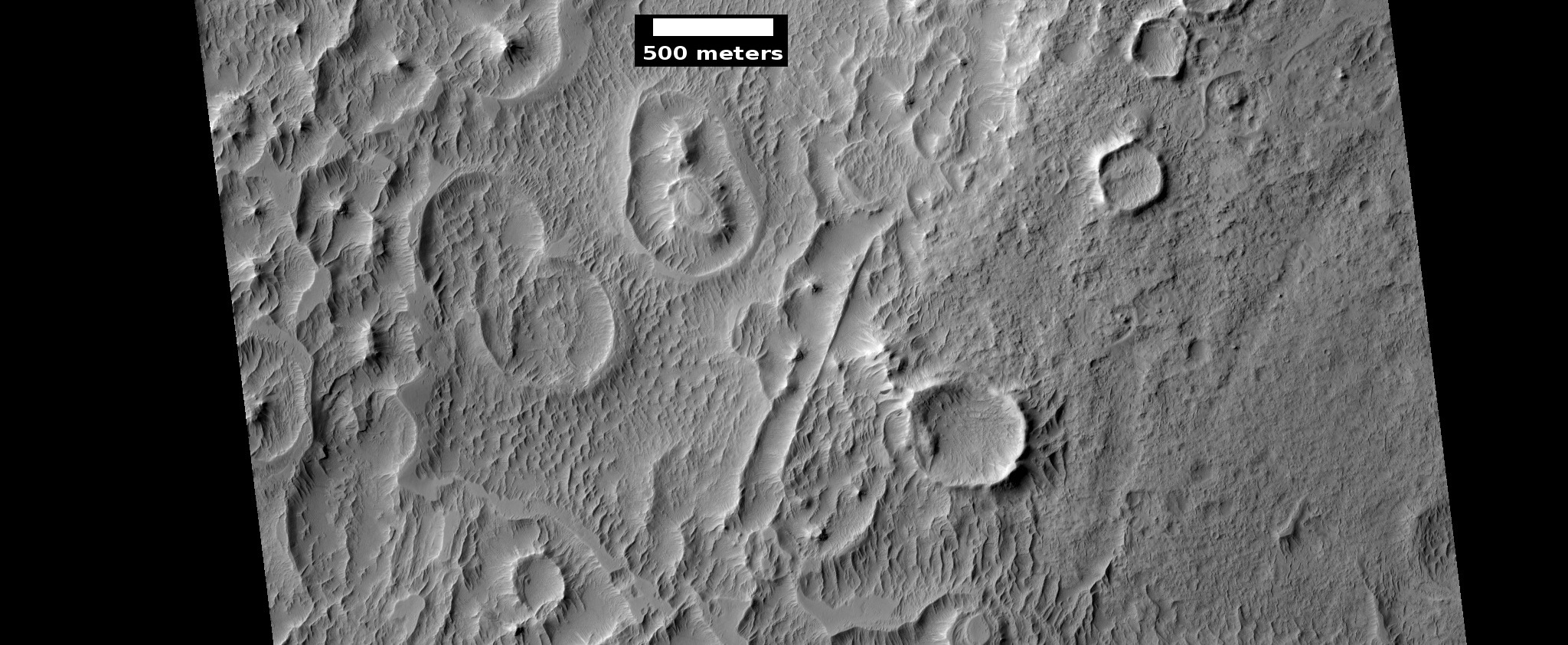
Кольцеобразные структуры в кратере, снимок MRO
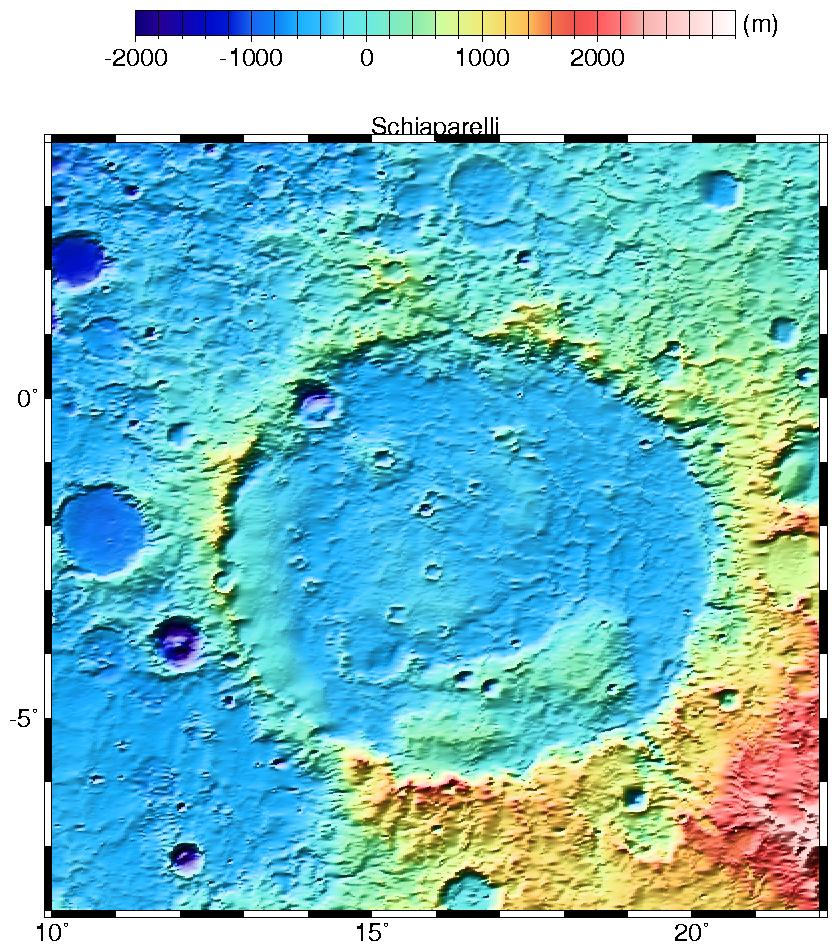
Карта высот (синее — низины, красное — возвышенности)

## В искусстве
В фантастическом романе Энди Вейер «Марсианин» и его экранизации кратер Скиапарелли является посадочной площадкой миссии «Арес-4», четвёртого пилотируемого полета на Марс. Главный герой, астронавт миссии «Арес-3», который остался на Марсе после сильной песчаной бури, должен проделать путь в 3200 километров с Ацидалийской равнины к Скиапарелли.